# Муністрол-да-Калдес
Муністро́л-да-Калде́с (кат. Monistrol de Calders) - муніципалітет, розташований в Автономній області Каталонія, в Іспанії. Код муніципалітету за номенклатурою Інституту статистики Каталонії - 81287. Знаходиться у районі (кумарці) Бажас (коди району - 07 та BG) провінції Барселона, згідно з новою адміністративною реформою перебуватиме у складі Баґарії (округи) Центральна Каталонія. 

## Населення
Населення міста (у 2007 р.) становить 702 особи (з них менше 14 років - 14,7%, від 15 до 64 - 67,1%, понад 65 років - 18,2%). У 2006 р. народжуваність склала 5 осіб, смертність - 6 осіб, зареєстровано 0 шлюбів. У 2001 р. активне населення становило 302 особи, з них безробітних - 13 осіб.

Серед осіб, які проживали на території міста у 2001 р., 505 народилися в Каталонії (з них 407 осіб у тому самому районі, або кумарці), 100 осіб приїхало з інших областей Іспанії, а 8 осіб приїхало з-за кордону. 

Університетську освіту має 6,7% усього населення. 

У 2001 р. нараховувалося 212 домогосподарств (з них 17,5% складалися з однієї особи, 26,4% з двох осіб,19,8% з 3 осіб, 25,5% з 4 осіб, 8,5% з 5 осіб, 1,9% з 6 осіб, 0% з 7 осіб, 0,5% з 8 осіб і 0% з 9 і більше осіб).

Активне населення міста у 2001 р. працювало у таких сферах діяльності : у сільському господарстві - 1,7%, у промисловості - 52,2%, на будівництві - 13,5% і у сфері обслуговування - 32,5%. 

 У муніципалітеті або у власному районі (кумарці) працює 178 осіб, поза районом - 140 осіб.

### Безробіття
У 2007 р. нараховувалося 33 безробітних (у 2006 р. - 14 безробітних), з них чоловіки становили 33,3%, а жінки - 66,7%.

## Економіка

### Підприємства міста

#### Промислові підприємства
| \| Промислові підприємства міста, за сферою діяльності \| Промислові підприємства міста, за сферою діяльності \| Промислові підприємства міста, за сферою діяльності \| \| Рік \| 2002 р. \| 2001 р. \| \| --------------------------------------------------- \| --------------------------------------------------- \| --------------------------------------------------- \| \| Енергетичні та водні ресурси \| 18,2% \| 8,3% \| \| Хімія та метали \| 0% \| 0% \| \| Переробка металів \| 0% \| 0% \| \| Продукти харчування \| 0% \| 0% \| \| Текстиль \| 45,5% \| 58,3% \| \| Виробництво меблів, видання \| 18,2% \| 16,7% \| \| Інше \| 18,2% \| 16,7% \| \| Усього підприємств \| 11 \| 12 \| |         |         |
| Промислові підприємства міста, за сферою діяльності |         |         |
| Рік | 2002 р. | 2001 р. |
| Енергетичні та водні ресурси | 18,2%   | 8,3%    |
| Хімія та метали | 0%      | 0%      |
| Переробка металів | 0%      | 0%      |
| Продукти харчування | 0%      | 0%      |
| Текстиль | 45,5%   | 58,3%   |
| Виробництво меблів, видання | 18,2%   | 16,7%   |
| Інше | 18,2%   | 16,7%   |
| Усього підприємств | 11      | 12      |

#### Роздрібна торгівля
| \| Підприємства роздрібної торгівлі міста, за сферою діяльності \| Підприємства роздрібної торгівлі міста, за сферою діяльності \| Підприємства роздрібної торгівлі міста, за сферою діяльності \| \| Рік \| 2002 р. \| 2001 р. \| \| ------------------------------------------------------------ \| ------------------------------------------------------------ \| ------------------------------------------------------------ \| \| Продукти харчування \| 85,7% \| 85,7% \| \| Одяг та взуття \| 0% \| 0% \| \| Товари для дому \| 0% \| 0% \| \| Книги та періодичні видання \| 0% \| 0% \| \| Промислова хімічна продукція \| 14,3% \| 14,3% \| \| Продукція, пов'язана з транспортними засобами \| 0% \| 0% \| \| Інше \| 0% \| 0% \| \| Усього підприємств \| 7 \| 7 \| |         |         |
| Підприємства роздрібної торгівлі міста, за сферою діяльності |         |         |
| Рік | 2002 р. | 2001 р. |
| Продукти харчування | 85,7%   | 85,7%   |
| Одяг та взуття | 0%      | 0%      |
| Товари для дому | 0%      | 0%      |
| Книги та періодичні видання | 0%      | 0%      |
| Промислова хімічна продукція | 14,3%   | 14,3%   |
| Продукція, пов'язана з транспортними засобами | 0%      | 0%      |
| Інше | 0%      | 0%      |
| Усього підприємств | 7       | 7       |

#### Сфера послуг
| \| Підприємства міста, що працюють у сфері послуг, за діяльністю \| Підприємства міста, що працюють у сфері послуг, за діяльністю \| Підприємства міста, що працюють у сфері послуг, за діяльністю \| \| Рік \| 2002 р. \| 2001 р. \| \| ------------------------------------------------------------- \| ------------------------------------------------------------- \| ------------------------------------------------------------- \| \| Гуртова торгівля \| 0% \| 0% \| \| Готелі та готельний бізнес \| 40% \| 40% \| \| Транспорт та зв'язок \| 15% \| 15% \| \| Посередницькі фінансові послуги \| 5% \| 5% \| \| Послуги підприємствам \| 0% \| 0% \| \| Послуги фізичним особам \| 30% \| 30% \| \| Нерухомість та ін. \| 10% \| 10% \| \| Усього підприємств \| 20 \| 20 \| |         |         |
| Підприємства міста, що працюють у сфері послуг, за діяльністю |         |         |
| Рік | 2002 р. | 2001 р. |
| Гуртова торгівля | 0%      | 0%      |
| Готелі та готельний бізнес | 40%     | 40%     |
| Транспорт та зв'язок | 15%     | 15%     |
| Посередницькі фінансові послуги | 5%      | 5%      |
| Послуги підприємствам | 0%      | 0%      |
| Послуги фізичним особам | 30%     | 30%     |
| Нерухомість та ін. | 10%     | 10%     |
| Усього підприємств | 20      | 20      |

## Житловий фонд
У 2001 р. 2,8% усіх родин (домогосподарств) мали житло метражем до 59 м2, 25% - від 60 до 89 м2, 42% - від 90 до 119 м2 і
30,2% - понад 120 м2.

З усіх будівель у 2001 р. 48,5% було одноповерховими, 42,7% - двоповерховими, 8,4
% - триповерховими, 0,4% - чотириповерховими, 0% - п'ятиповерховими, 0% - шестиповерховими,
0% - семиповерховими, 0% - з вісьмома та більше поверхами.

## Автопарк
| \| Автомобілі, зареєстровані у місті, за призначенням \| Автомобілі, зареєстровані у місті, за призначенням \| Автомобілі, зареєстровані у місті, за призначенням \| \| Рік \| 2006 р. \| 2005 р. \| \| -------------------------------------------------- \| -------------------------------------------------- \| -------------------------------------------------- \| \| Приватні автомобілі \| 64,9% \| 66,2% \| \| Мотоцикли \| 10,7% \| 10,5% \| \| Вантажівки \| 21,4% \| 20% \| \| Трактори \| 0,4% \| 0,5% \| \| Автобуси та ін. \| 2,6% \| 2,7% \| \| Усього автомобілів \| 570 шт. \| 550 шт. \| |         |         |
| Автомобілі, зареєстровані у місті, за призначенням |         |         |
| Рік | 2006 р. | 2005 р. |
| Приватні автомобілі | 64,9%   | 66,2%   |
| Мотоцикли | 10,7%   | 10,5%   |
| Вантажівки | 21,4%   | 20%     |
| Трактори | 0,4%    | 0,5%    |
| Автобуси та ін. | 2,6%    | 2,7%    |
| Усього автомобілів | 570 шт. | 550 шт. |

## Вживання каталанської мови
У 2001 р. каталанську мову у місті розуміли 98,7% усього населення (у 1996 р. - 99%), вміли говорити нею 90% (у 1996 р. - 
92,5%), вміли читати 87,8% (у 1996 р. - 88,8%), вміли писати 64,3
% (у 1996 р. - 68,8%). Не розуміли каталанської мови 1,3%.

## Політичні уподобання
У виборах до Парламенту Каталонії у 2006 р. взяло участь 348 осіб (у 2003 р. - 404 особи). Голоси за політичні сили розподілилися таким чином:
| \| Вибори до Парламенту Каталонії \| Вибори до Парламенту Каталонії \| Вибори до Парламенту Каталонії \| \| Рік \| 2006 р. \| 2003 р. \| \| -------------------------------------- \| ------------------------------ \| ------------------------------ \| \| Конвергенція та Єднання (CiU) \| 45,1% \| 52% \| \| Соціалістична партія Каталонії (PSC) \| 19,5% \| 20,3% \| \| Народна партія (PP) \| 2% \| 2,2% \| \| Ініціатива за зелену Каталонію (IC) \| 7,2% \| 3% \| \| Республіканська лівиця Каталонії (ERC) \| 23,9% \| 21,3% \| \| Громадянська партія (C's) \| 0,9% \| 0% \| \| Інші \| 1,4% \| 1,2% \| |         |         |
| Вибори до Парламенту Каталонії |         |         |
| Рік | 2006 р. | 2003 р. |
| Конвергенція та Єднання (CiU) | 45,1%   | 52%     |
| Соціалістична партія Каталонії (PSC) | 19,5%   | 20,3%   |
| Народна партія (PP) | 2%      | 2,2%    |
| Ініціатива за зелену Каталонію (IC) | 7,2%    | 3%      |
| Республіканська лівиця Каталонії (ERC) | 23,9%   | 21,3%   |
| Громадянська партія (C's) | 0,9%    | 0%      |
| Інші | 1,4%    | 1,2%    |

У муніципальних виборах у 2007 р. взяло участь 407 осіб (у 2003 р. - 446 осіб). Голоси за політичні сили розподілилися таким чином:
| \| Муніципальні вибори \| Муніципальні вибори \| Муніципальні вибори \| \| Рік \| 2007 р. \| 2003 р. \| \| -------------------------------------- \| ------------------- \| ------------------- \| \| Конвергенція та Єднання (CiU) \| 15% \| 25,3% \| \| Соціалістична партія Каталонії (PSC) \| 63,1% \| 50,7% \| \| Народна партія (PP) \| 4,4% \| 0% \| \| Ініціатива за зелену Каталонію (IC) \| 0% \| 0% \| \| Республіканська лівиця Каталонії (ERC) \| 17,4% \| 24% \| \| Громадянська партія (C's) \| 0% \| 0% \| \| Інші \| 0% \| 0% \| |         |         |
| Муніципальні вибори |         |         |
| Рік | 2007 р. | 2003 р. |
| Конвергенція та Єднання (CiU) | 15%     | 25,3%   |
| Соціалістична партія Каталонії (PSC) | 63,1%   | 50,7%   |
| Народна партія (PP) | 4,4%    | 0%      |
| Ініціатива за зелену Каталонію (IC) | 0%      | 0%      |
| Республіканська лівиця Каталонії (ERC) | 17,4%   | 24%     |
| Громадянська партія (C's) | 0%      | 0%      |
| Інші | 0%      | 0%      |